# Euonthophagus yama
Euonthophagus yama är en skalbaggsart som beskrevs av Ziani 2006. Euonthophagus yama ingår i släktet Euonthophagus och familjen bladhorningar. Inga underarter finns listade i Catalogue of Life.